# Кельш

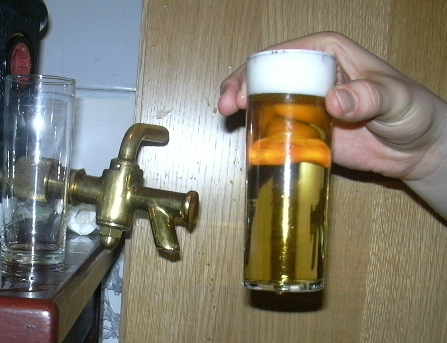
Традиційний «стрижень» кельшу.

Кельш (нім. Kölsch, букв. «кельнське») — традиційний регіональний сорт німецького пива, що виробляється броварнями міста Кельна та реалізується здебільшого через пивні ресторани та магазини самого міста та його околиць.
На відміну від більшості популярних німецьких сортів пива виробляється за історично старішою технологією верхового бродіння, тобто належить до елів. Характеризується відчутною хмельовою гіркотою, яка, втім, є зазвичай м'якшою ніж у пільзнерів, найбільш розповсюдженого сучасного сорту німецького пива.
Вимоги щодо того, яке пиво має право називатися кельшем чітко прописані у Конвенції кельша (нім. Kölsch Konvention), документі, узгодженому членами Асоціації пивоварів Кельна у 1986 році. Зокрема, згідно з цим документом кельшем може називатися лише напій, виготовлений броварнею на території Кельна. Згодом, у 1997, аналогічну вимогу було затверджено на рівні Європейського Союзу, на території якого кельш отримав статус Захищеної назви регіону походження (англ. Protected Designation of Origin).

## Історія
Документарні згадки про пивоваріння у Кельні датуються принаймні кінцем XIV сторіччя. Невідомо, наскільки продукція середньовічних кельнських пивоварів нагадувала сучасні кельші, однак принаймні вона вироблялася за тією ж технологією верхового бродіння, технологія низового бродіння виникла значно пізніше.
Початок історії кельша як окремого пивного стилю зазвичай пов'язують з однойменним сортом однієї з місцевих броварень, уперше випущеним на початку XX сторіччя. Вже на той момент на німецькому пивному ринку домінували лагери, тому новий сорт користувався досить обмеженим попитом.
Така ситуація продовжувалася до 1960-х років, коли активізація великих німецьких виробників пива, які мали на меті повний контроль ринку пива країни, змусила невеликі броварні шукати шляхи для економічного виживання. Найочевиднішою стратегією для малих броварень стало знаходження ринкової ніші, нецікавої або з якихось причин недоступної пивоварним гігінтам. Для кельнських броварень такою нішою й став кельш — пиво з чітко окресленою регіональною специфікою. Спільними зусиллями їм вдалося значно популяризувати цей напій серед місцевих споживачів пива та протягом наступних десятиріч у декілька разів збільшити обсяги його продажів.
Так і не здобувши особливої популярності в інших регіонах Німеччини кельш продовжує утримувати суттєву частку пивного ринку кельнського регіону.

## Культура споживання
Характерною особливістю споживання кельшу в закладах громадського споживання є його подача у спеціальних келихах правильної циліндричної форми, так званих «стрижнях для кельшу» (нім. Kölschstange), ємністю усього 200 мл. Втім, можуть бути запропоновані й келихи більшої ємності (300 мл або 400 мл), але аналогічної форми.

## Курйози
Колишній президент США Білл Клінтон в рамках саміту великої вісімки у 1999 році в Кельні відвідав традиційну кельнську кнайпу Brauhaus zur Malzmühle. Наслідуючи Джона Кеннеді та його вислів на знак солідарності із Західним Берліном «Ich bin ein Berliner» («Я — берлінець»), Клінтон вигукнув до групи студентів «Ich bin ein Kölsch», що насправді означає не «Я — кельнець», а «Я — келих кельша».